# 三菱扶桑卡客车
三菱扶桑卡客车有限公司（日語：三菱ふそうトラック・バス株式会社）为生产货车、巴士等商用车辆及工业用柴油引擎的日本公司，過去曾是属于三菱集团的核心企业之一，現在為德國戴姆勒卡車的子公司。

## 历史

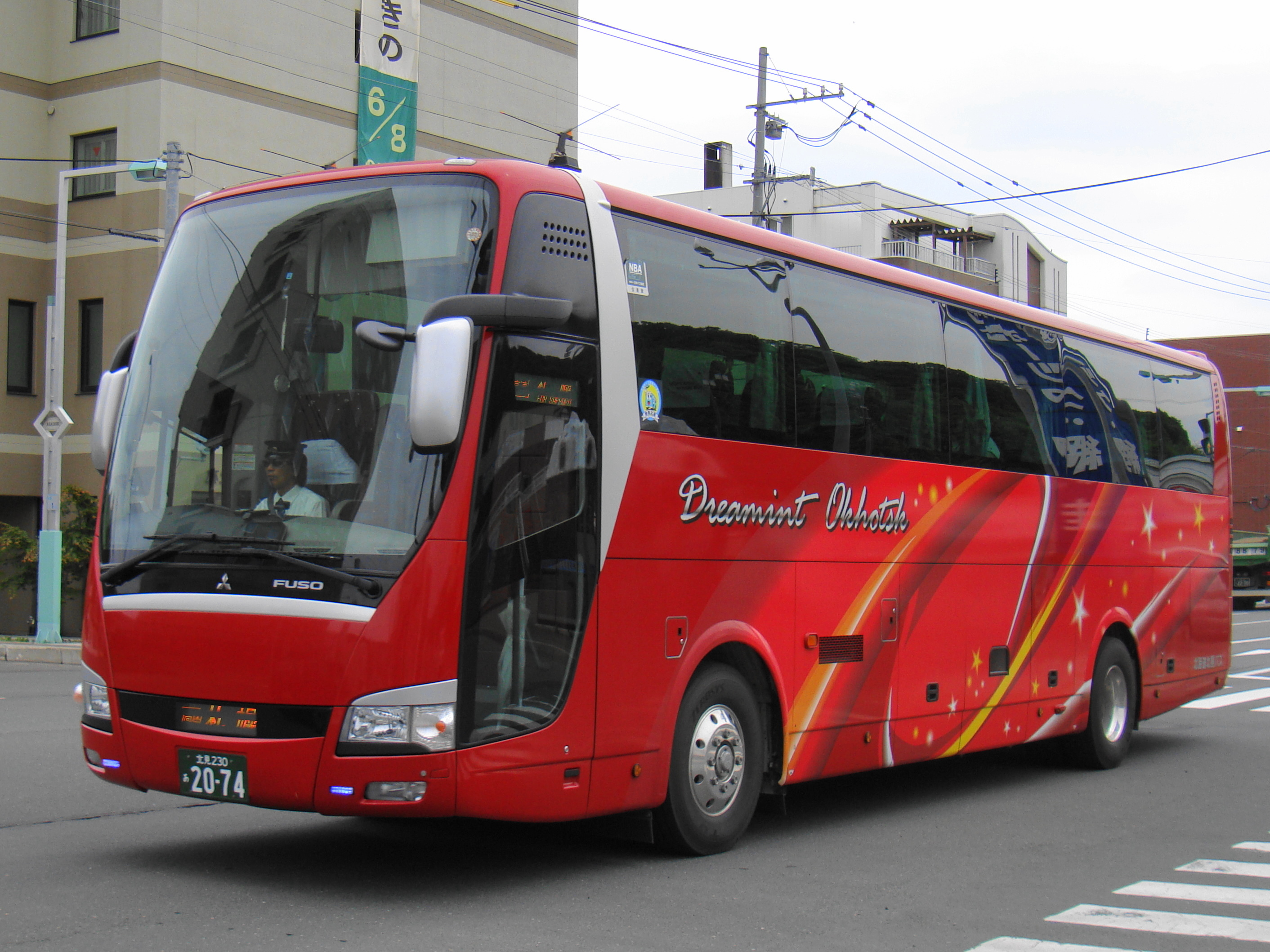
三菱扶桑Aero Bus

1932年，三菱重工业有限公司前身三菱造船有限公司的汽车生产事业部推出首部大型巴士时以「扶桑」（Fuso）为系列，这是扶桑商用车辆系列的开始。
1970年，三菱集團汽车生产事业部从三菱重工业脱离，正式成立三菱汽车工业有限公司后，三菱扶桑隨即成為三菱汽车旗下的商用车辆系列。
2003年1月6日，三菱扶桑从三菱汽车脱离，成为现在的三菱扶桑卡客车有限公司，梅賽德斯-賓士集團持有43%股份，三菱汽車則持有42%股份。
2005年，三菱汽車把三菱扶桑所有股份售予梅賽德斯-賓士集團，至此可以说三菱扶桑跟三菱汽車沒有直接關係，並成为梅賽德斯-賓士集團的子公司。2011年，梅賽德斯-賓士集團把持股量增至89％。2019年，梅賽德斯-賓士集團將商用車事業分拆出來，成立戴姆勒卡車，三菱扶桑成為戴姆勒卡車的附屬公司。
梅賽德斯-賓士集團與台灣地區的代理商合資成立臺灣戴姆勒亞洲商車股份有限公司，設立直營分公司，重整台灣代理權。2017年起，取消三菱集團的識別標誌（僅日本及台灣仍保留），以FUSO來設計新識別標誌。
2025年，豐田汽車與戴姆勒卡車合作成立一間控股公司，把日野與三菱扶桑納入該控股公司旗下。
目前三菱扶桑在台灣的分工3.49噸到17噸的商用車系交由中華汽車代工生產， 17噸以上車系則由順益車輛工業負責組裝生產，銷售與服務通路則以集團旗下的裕益汽車為主力通路。

## 現行車款
- 貨車
  - Canter
  - Fighter
  - Super Great

在臺灣底盤進口部分主要是由順益汽車從日本進口全散零件來臺灣進行組裝，銷售由裕益汽車負責，車體組裝則是臺灣各車體廠或台灣代理商與日本三菱FUSO原廠合資設立的順益車輛進行。
- 巴士
  - Rosa
  - Aero Star
  - Aero Ace
  - Aero Queen
  - BM
  - MK
  - RM
  - RK
  - RP

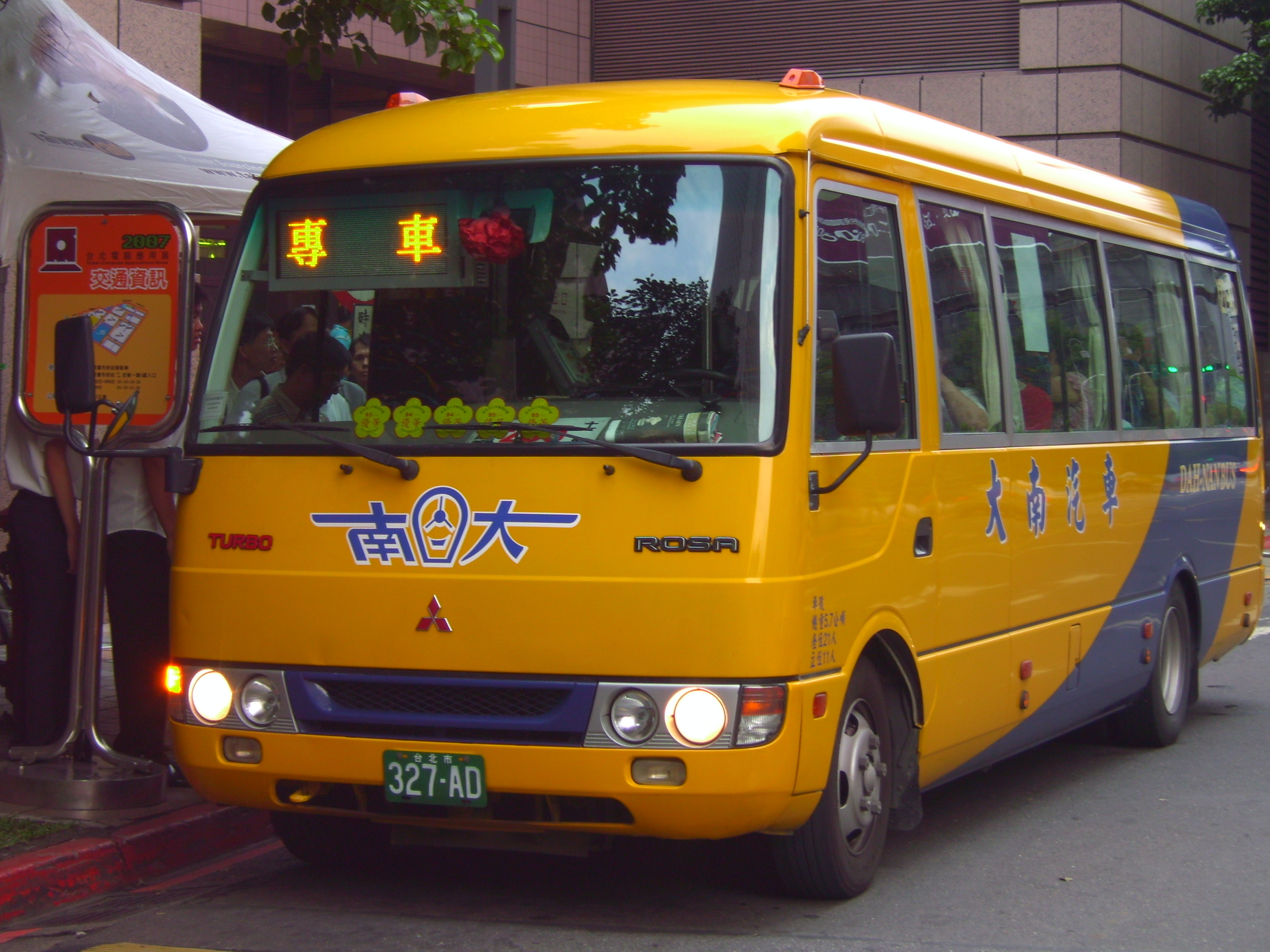
大南汽車Fuso BE421S 147HP（2005年）
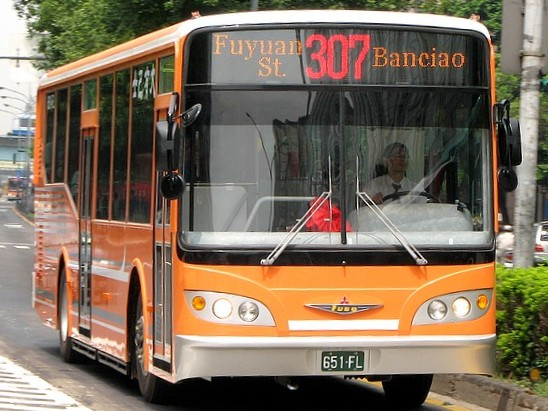
大有巴士Fuso RM117NL 203HP（2006年）
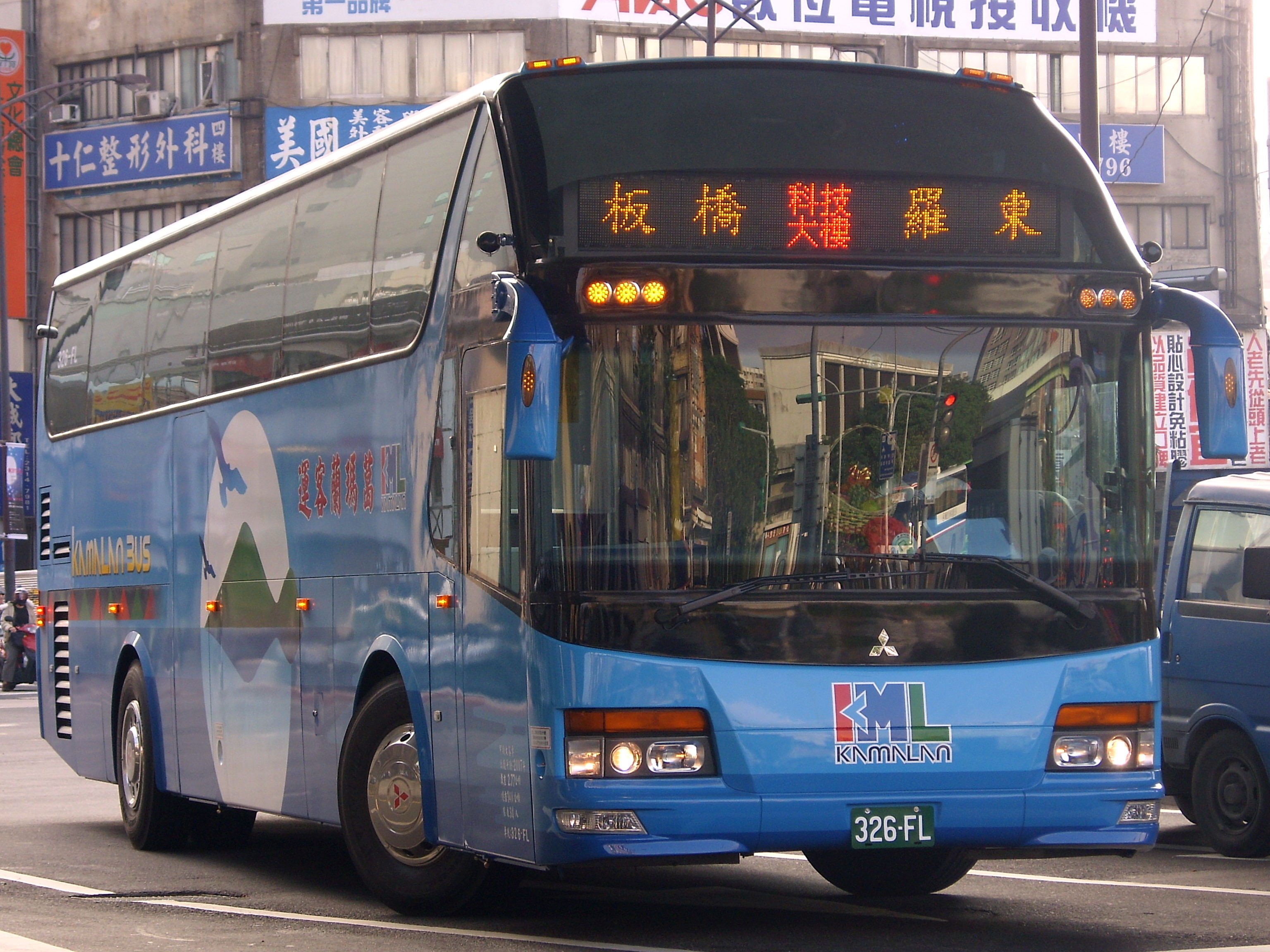
葛瑪蘭客運Fuso RM11FNL4 278HP（2007年）
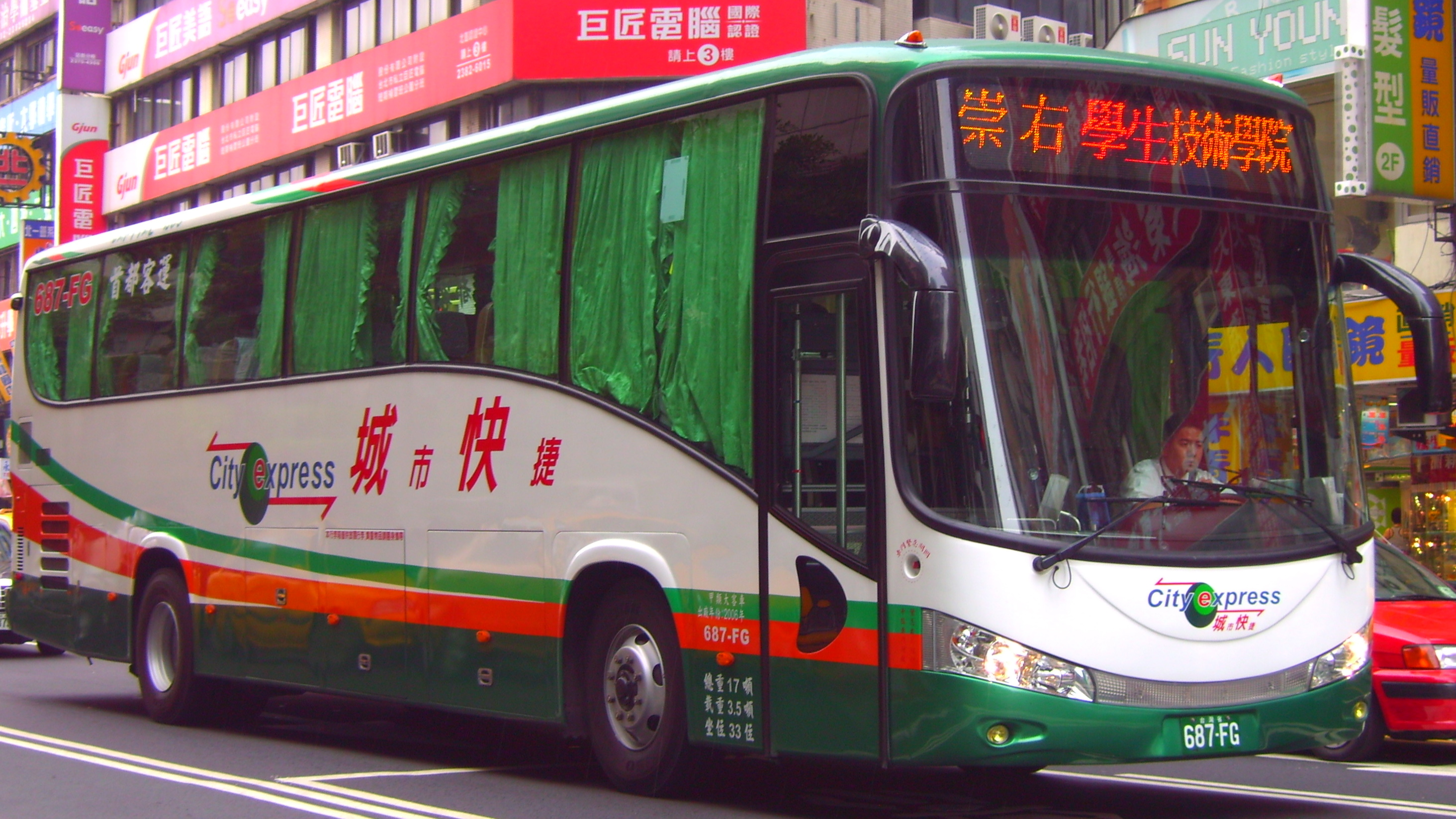
首都客運Fuso RP517PL 350HP（2006年）
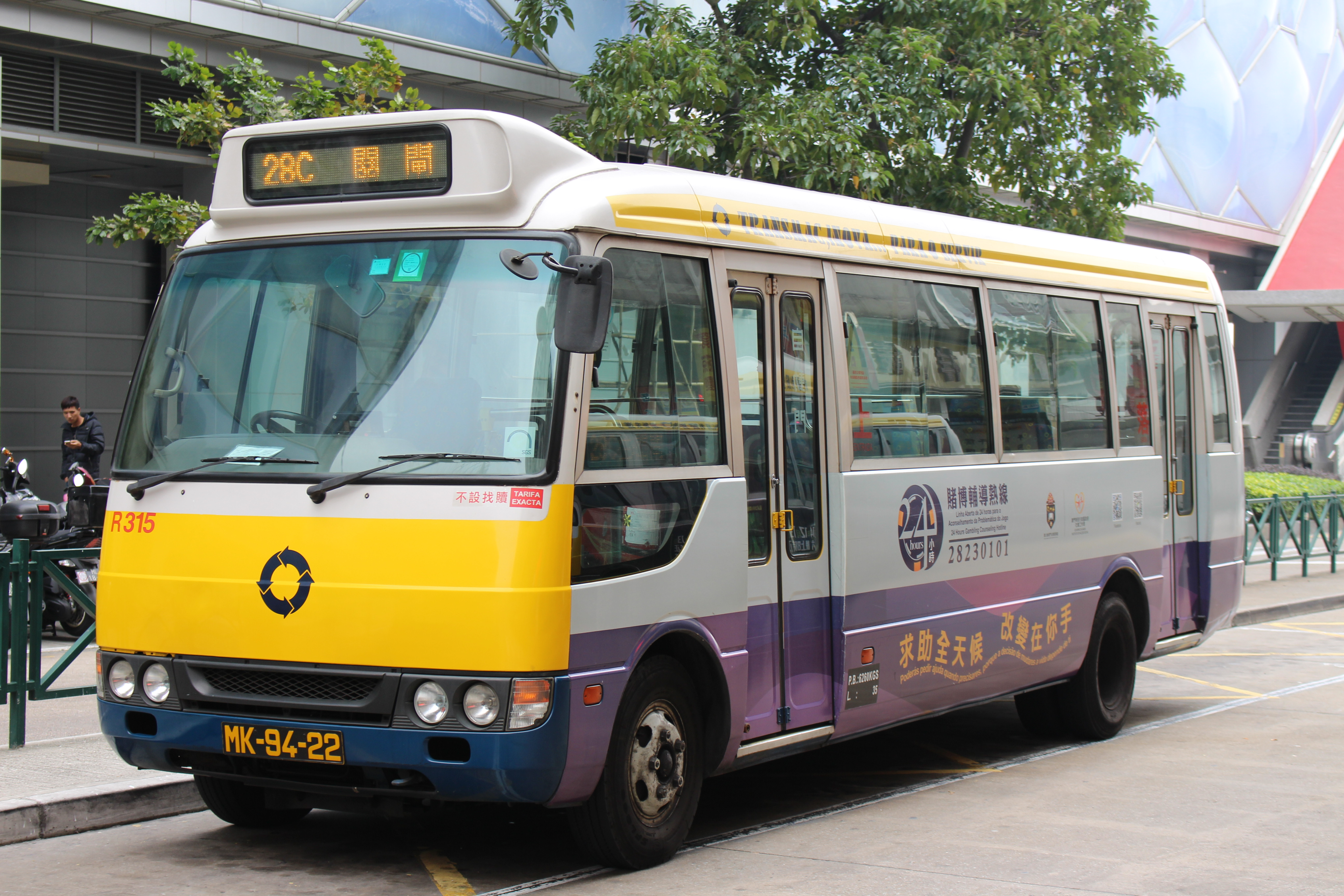
澳門新福利Fuso BE639JRMHDAB （2005年）
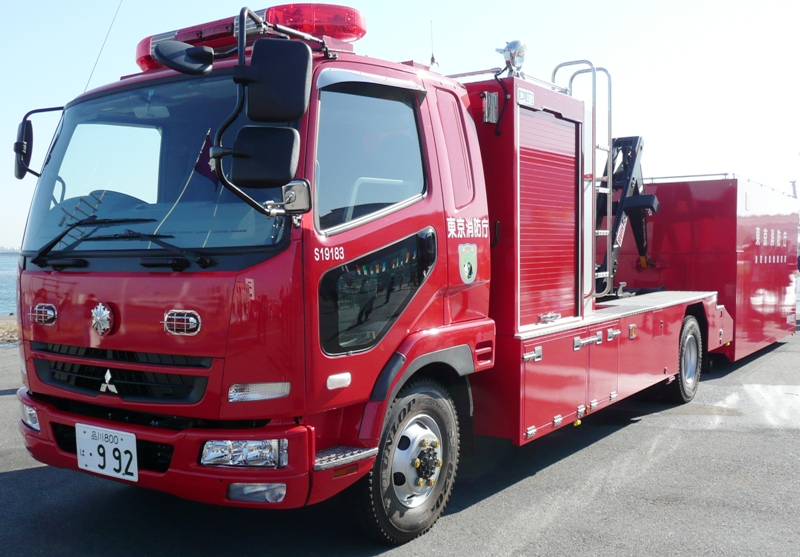
Fighter
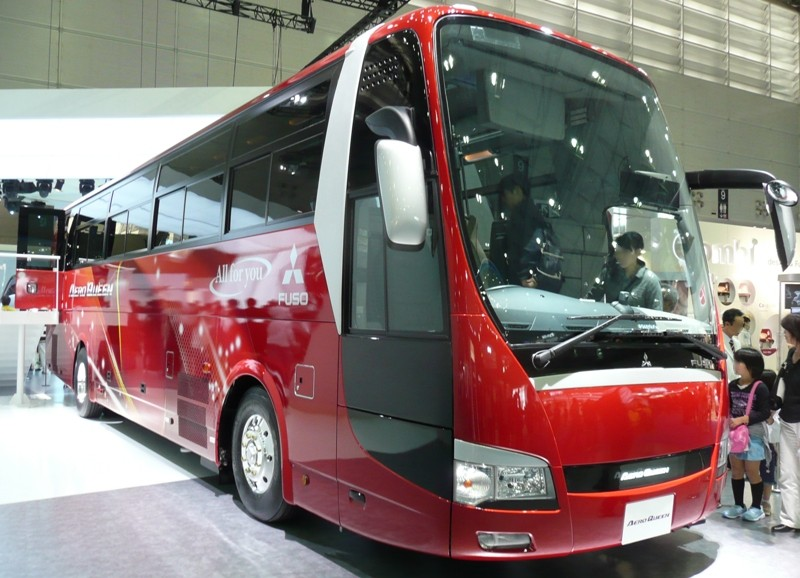
Aero Queen
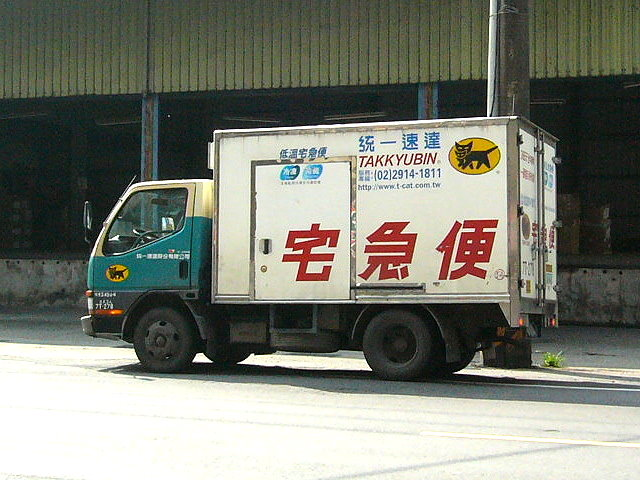
Canter
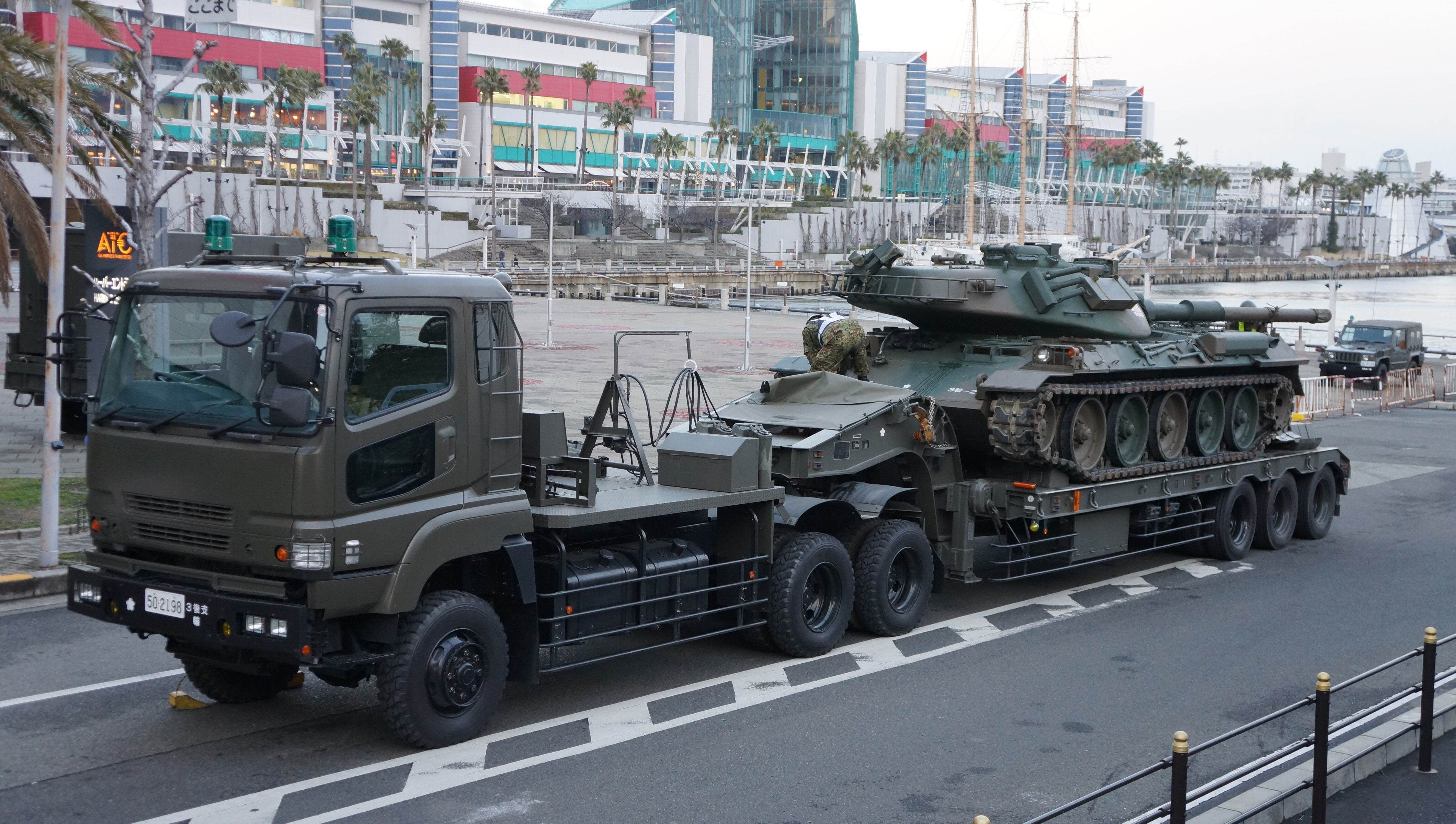
軍用版73式拖板車
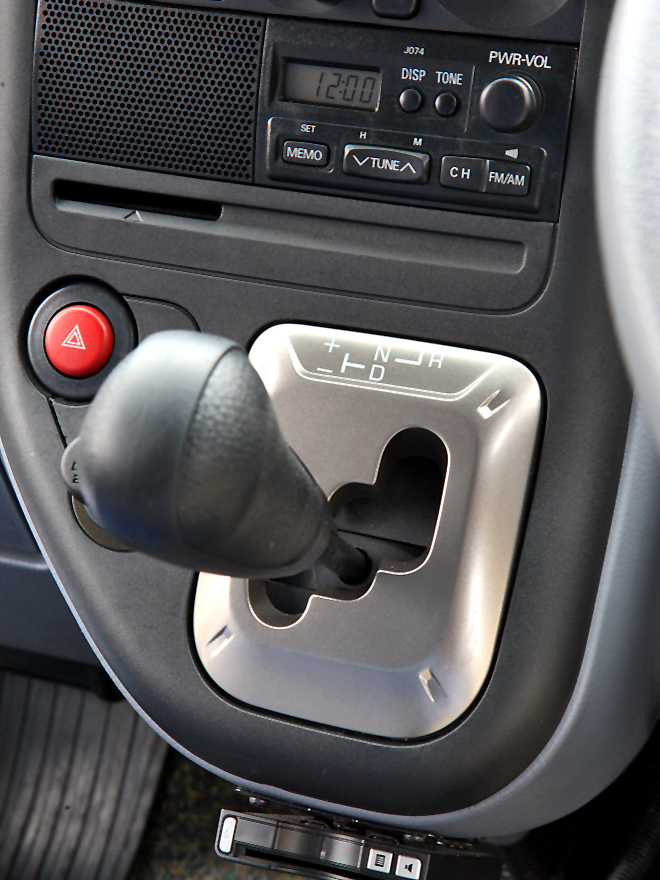
Canter ECO HYBRID 混能貨車的自動化機械式變速箱

## 停产車款
- Aero Midi（日语：三菱ふそう・エアロミディ）
- Aero Bus
- Aero Midi-S（日语：三菱ふそう・エアロミディMK）
- Aero Star-S
- Aero King（日语：三菱ふそう・エアロキング）
- The Great